# Auliscomys
Auliscomys es un género de roedores de pequeño tamaño de la familia Cricetidae. Sus 3 especies son denominadas comúnmente pericotes o ratones orejones y habitan en altiplanos y montañas en el centro-oeste de Sudamérica.

## Taxonomía
Este género fue descrito originalmente en el año 1915 por el zoólogo estadounidense Wilfred Hudson Osgood. Su especie tipo es: Reithrodon pictus Thomas, 1884 (hoy Auliscomys pictus).
Subdivisión
Este género se compone de 3 especies:
- Auliscomys boliviensis (Waterhouse, 1846)
- Auliscomys pictus (Thomas, 1884)
- Auliscomys sublimis (Thomas, 1900)

En 1980 fue propuesta para ser incluida en este género una cuarta especie —Auliscomys micropus (Waterhouse, 1837)— pero posteriores estudios moleculares han tendido a incertarla en el género Loxodontomys.

## Distribución geográfica y hábitat
El género es endémico del centro-oeste de Sudamérica. Se distribuye en zonas montañosas y altiplánicas desde el Perú, oeste de Bolivia y norte de Chile hasta el noroeste de la Argentina.